# Горох посевной
Горо́х посевно́й (лат. Pisum sativum) или чина огородная (лат. Lathyrus oleraceus) — однолетнее травянистое растение с цепляющимися усиками, издавна культивируется как зернобобовая и кормовая культура, поскольку содержит много белка.  По действующей классификации APG IV вид относится к роду Чина (Lathyrus), но по более ранним классификациям вид долгое время относился к самостоятельному роду Горох (Pisum) и являлся его типовым видом — Pisum sativum. С точки зрения ботанической номенклатуры это название является устаревшим синонимом, хотя в обиходе растение и его плоды обычно называют горохом.
Родом из Малой Азии, горох на протяжении тысяч лет является важной сельскохозяйственной культурой. Горох выращивают со времен неолита, и он сопровождал злаковые культуры в период зарождения сельского хозяйства на Ближнем Востоке. В античности и Средние века он был основным продуктом питания в Европе и странах Средиземноморья.
Сегодня его выращивание практикуется на пяти континентах, особенно в умеренных климатических зонах Евразии и Северной Америки. Сушёный горох традиционно является важным продуктом питания в некоторых странах, особенно на индийском субконтиненте и в Эфиопии, однако в большинстве западных стран его значение как источника крахмала и белка второстепенно, и в настоящее время его выращивают в основном на корм животным или на экспорт. Начиная с XVII века горох стал высоко ценимым свежим овощем, круглогодичное употребление которого облегчается благодаря технологиям консервирования и заморозки.

## Ботаническое описание

Диаграмма цветка

Однолетнее травянистое вьющееся растение, высотой 0,5—2 м. Корневая система сильно разветвлена в верхнем слое почвы и на подходящих почвах может достигать глубины 1 м. Стебли стелющиеся или вьющиеся, достигают длины от 0,5 до 2 м, простые или разветвлённые у основания, полые, угловатые, голые и голубовато-зелёные.
Листья сложные, парноперистые, имеют от одной до трёх пар листочков и разветвлённые листовые усики. Листочки яйцевидные или широкоэллиптические, округлые, цельнокрайние (или отдалённо зубчатые). Их длина составляет от 2 до 7 см, а ширина — от 1,5 до 4 см. Прилистники относительно крупные — от 4 до 10 см, широкосердцевидные. Прилистники по нижнему краю слабозубчатые или выпуклые, у основания обычно имеется пурпурная точка. Устьица расположены на верхней и нижней сторонах листовой пластинки.
От одного до трёх цветков собраны в кистевидное соцветие, ось соцветия часто заканчивается остью. Длина цветоноса составляет от 5 до 10 мм.
Цветки гермафродитные, зигоморфные, пятилепестковые, с двойным околоцветником. Пять чашелистиков имеют форму колокольчика и провисают сзади. Зубцы чашечки яйцевидно-ланцетные. Нижние зубцы чашечки примерно в три раза длиннее трубки чашечки, они уже и длиннее верхних. Венчик длиной от 15 до 36 мм имеет типичное строение цветков-бабочек. У подвида Pisum sativum subsp. sativum флаг белый, у подвида Pisum sativum subsp. elatius флаг бледно-фиолетовый, а крылья тёмно-фиолетовые.
Цветки почти всегда белые, хотя бывают розовые или даже фиолетового цвета, венчик 15—35 мм. 

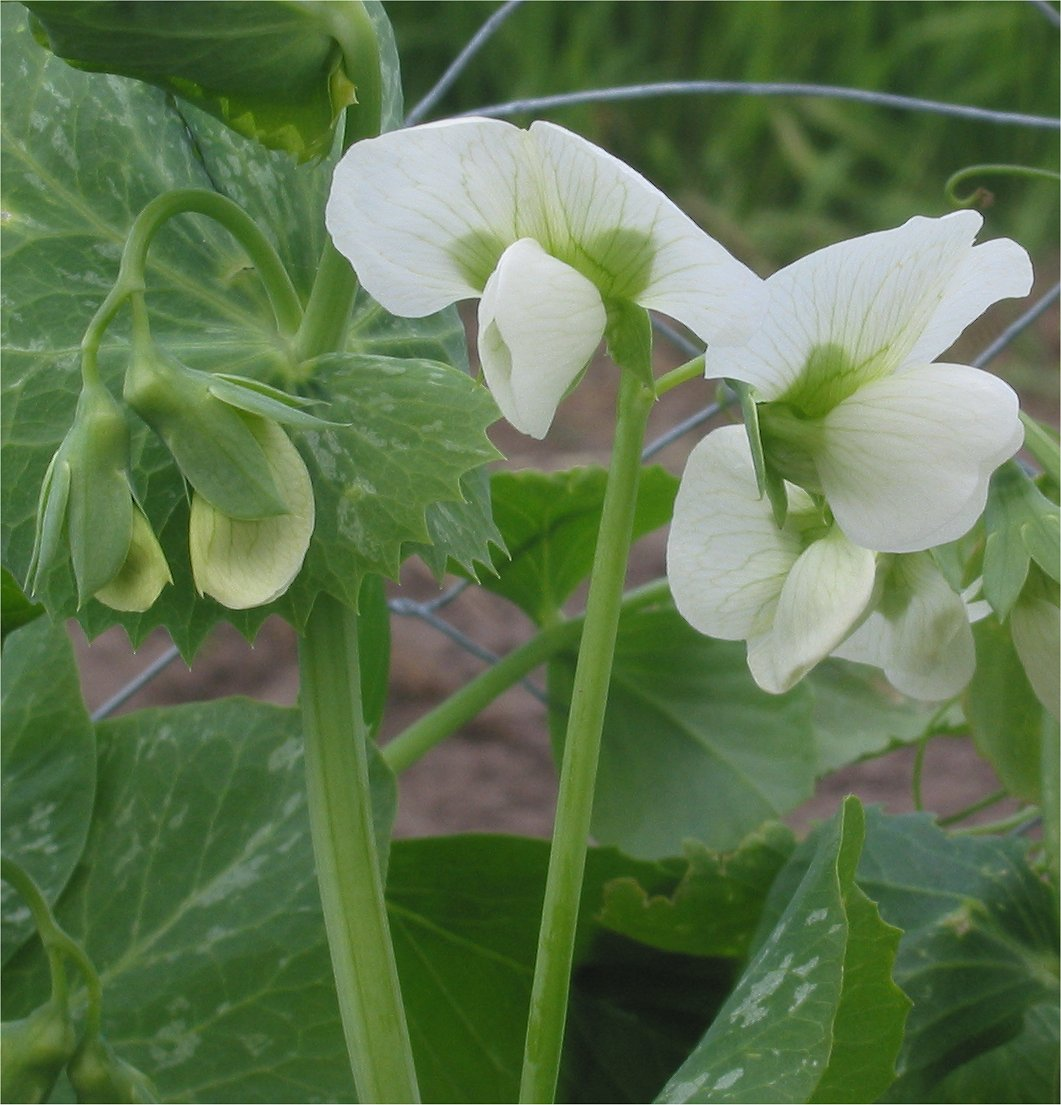
Соцветие

Плоды — бобы, размером 2,5—12 × 1—2,5 см, содержат от 2 до 10 семян. Семена — горошины, шаровидные или слегка сжатые, но не угловатые. Средняя горошина весит от 0,1 до 0,36 грамма; чаще всего зелёного цвета, иногда золотисто-жёлтого, коричневатого, редко пурпурного или чёрного.

## Экология

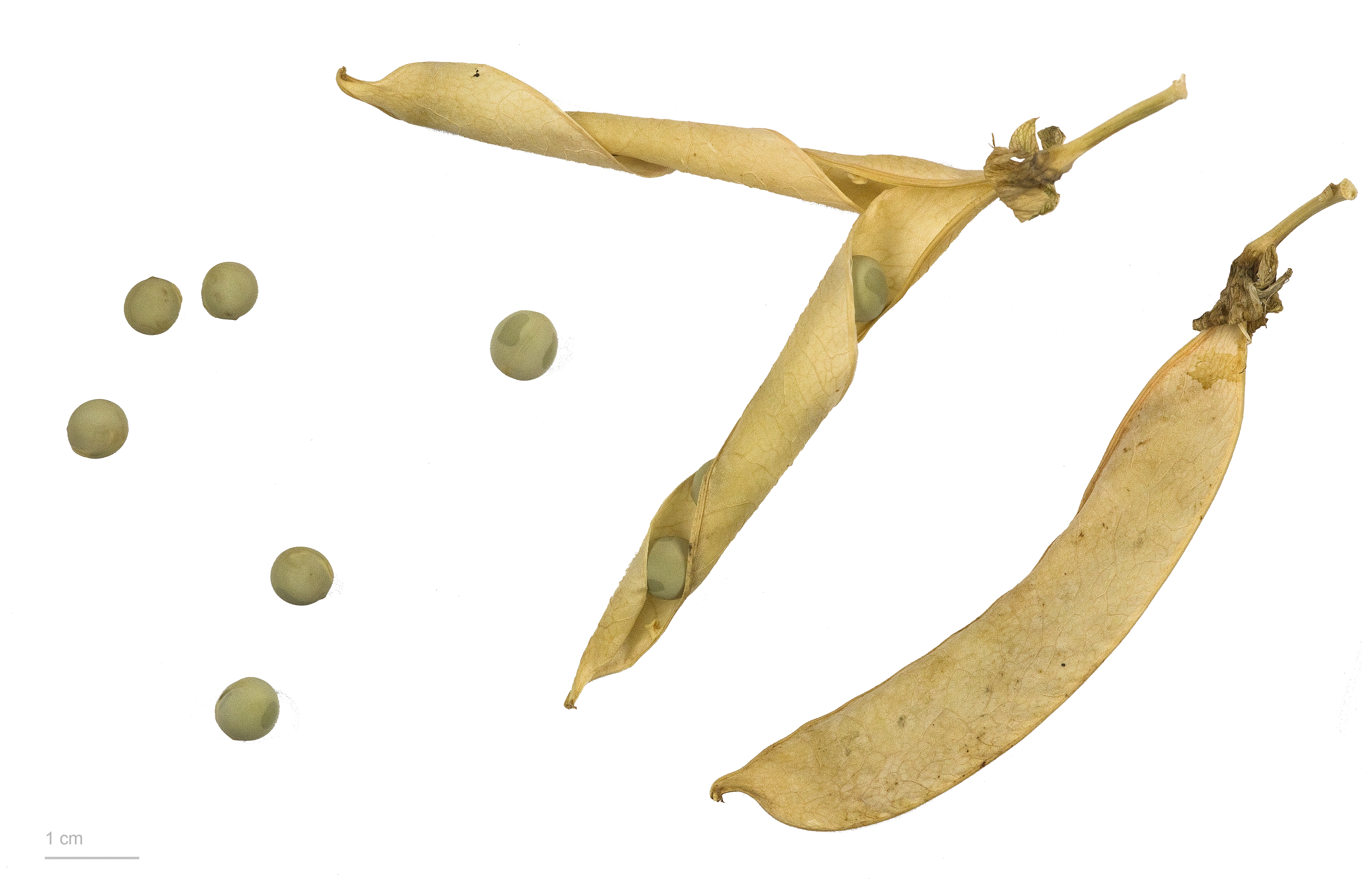
В процессе высыхания происходит характерное винтообразное скручивание половин околоплодника, что можно рассматривать как пример гигроскопического движения

Выдерживает заморозки до −7 °С. На севере хорошо растёт при длинном световом дне. Размножается семенами, которые сохраняют всхожесть до 5 лет. При набухании семена поглощают до 120 % воды от своей массы. Начинают прорастать при температуре 1–2 °С, дружные всходы появляются при температуре 15–18 °С. Цветение наступает на 35–50-й день после посева, созревание плодов через 80–100 дней.
Хорошо растёт на почвах средней связности, некислых и не солонцеватых, хорошо отзывается на удобрение. Предпочитает влажные, но не переувлажнённые почвы. Мирится с кратковременной засухой. В Нечерноземье растёт на лёгких, обеспеченных влагой и питательными веществами почвах. Хорошо отзывается на органические и минеральные удобрения.
На боковых корнях гороха располагаются корневые клубеньки. Горох вступает в симбиоз именно с азотфиксирующими клубеньковыми бактериями Rhizobium leguminosarum symbiovar viciae, которые впервые были описаны у Pisum sativum и других бобовых итальянцем Марчелло Мальпиги в 1675 году в его труде Anatome plantarum. Кроме того, важна арбускулярная микориза с грибом Glomus intraradices (теперь Rhizophagus intraradices ) и другими видами грибов, которая в первую очередь улучшает снабжение фосфором.
Горох может как стелиться по земле, так и подниматься вверх, подобно лианам. Лоза гороха обвивается вокруг любой доступной опоры и может подниматься на высоту 1–2 метра. В густых насаждениях растения могут сцепляться между собой.
Растения гороха могут самоопыляться. Нижние лепестки настолько тесно соединены, что до нектара могут добраться только шмели, но даже они редко посещают цветы. В Центральной Европе горох посещают лишь немногие пчёлы. Поэтому в Центральной Европе горох преимущественно автогамный.
Созревшие стручки действуют как распространители высыханием. Имеются типичные скрученные семена с полупрозрачной семенной оболочкой, благодаря чему некоторые характеристики следующего поколения можно распознать уже по семенам материнского растения.
Поражается аскохитозом, белой гнилью, фузариозом, переноспорозом, ржавчиной и мучнистой росой.

## Хромосомный набор и мутанты
Pisum sativum с хромосомным набором 2n = 14  является классическим объектом мутационных исследований. Грегор Мендель открыл законы Менделя в ходе экспериментов по скрещиванию гороха между 1856 и 1863 годами. Также поразительны мутанты с двойной перистостью, у которых все перья преобразованы в усики, так что, как и у усикового горошка Lathyrus aphaca , фотосинтез осуществляется почти исключительно крупными прилистниками. 

## Химический состав
Превосходит люпин (Lupinus) и сою (Glycine) по содержанию крахмала, но уступает в содержании белка. Сухое зерно содержит 22—34 % белка, 20—48 % крахмала, 0,7—1,5 % жира, 5,2—7,7 % клетчатки и 2,5 —3,5 % золы. Зелёная масса горохо-овсяной смеси содержит 3,9 % протеина, 0,8 % жира, 7,7 % клетчатки, 15,5 % БЭВ и 30,7 % сухого вещества. Коэффициент переваримости зелёной массы вместе со свежими стручками у коз: органического вещества 78, протеина 83, жира 83, клетчатки 53, БЭВ 89.

В зерне гороха содержатся все незаменимые аминокислоты. Содержание лизина в зависимости от сорта — 10,4—18,5 г/кг, метионина 1,5—3,2 г/кг, триптофана 1,7—3,3 г/кг. В зелёной массе лизина 1,4—2,4 г/кг, метионина 0,4—1 г/кг, гистодина 1—1,2 г/кг. 

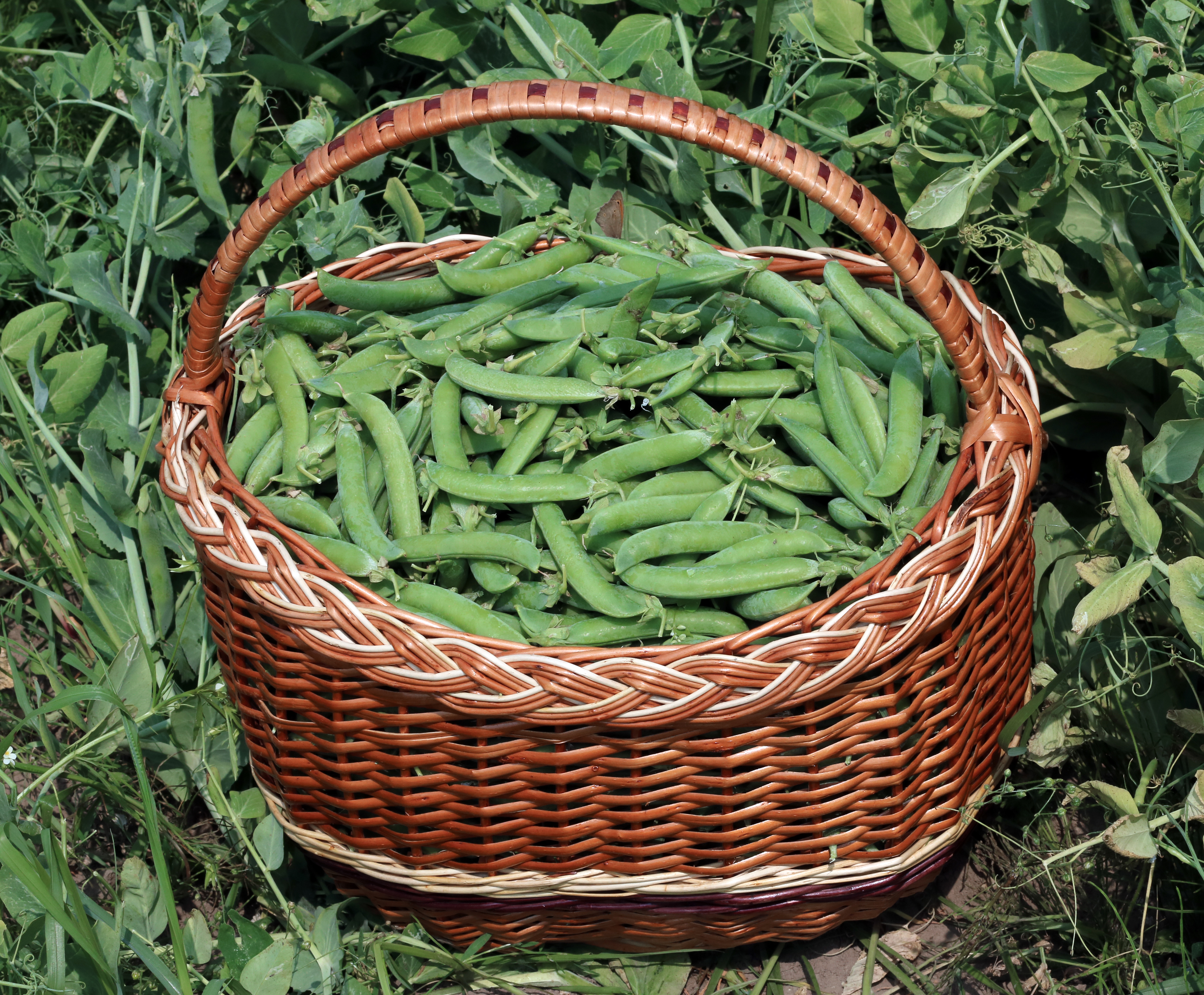
Корзина с горохом в стручках

## История культуры
Разводится с древнейших времён, но египтянам не был известен. Освальд Хеер утверждал, что семена гороха были найдены им в свайных постройках бронзового и даже каменного века.
В Индии он разводился издревле, где имел особое санскритское название «харензо». Во второй половине II тысячелетия до нашей эры эта бобовая культура появляется в бассейне Ганга и южной Индии. Происхождение гороха поэтому хотя и признаётся восточным, но не с полной уверенностью. Сорта его чрезвычайно многочисленны. Родиной гороха учёные считают Южную Россию, Крым, Кавказ, Черноморское побережье, Среднюю Азию, Индию, Иран и Эфиопию. Там горох до сих пор встречается в диком виде.
В Древнем Китае считался символом плодородия и богатства. В Древней Греции и Древнем Риме горох был продуктом первой необходимости для бедного люда. В одной из сатир Горация описывается возвращение бедняка после работы домой: «... отправляюсь домой к миске с горохом и чесноком...».
В России культура зелёного горошка известна с 1674 года, особенно славилась его производством Ярославская губерния. В начале XIX столетия наладилось производство так называемого сахарного горошка, его стали успешно продавать другим европейским государствам. Называли сахарным горошек потому, что перед подачей к столу его было принято варить с листьями салата латука, добавляя сахар.
В древние времена горох выращивался в основном из-за сухих семян.

## Значение и применение
Хорошо поедается всеми видами сельскохозяйственных животных и особенно свиньями, которые жадно поедают бобы, листья и стебли. В сене одинаково хорошо поедается всеми животными. Силос очень хорошо поедает крупный рогатый скот.
Горох разваривается и используется для супов и вторых блюд, таких как гороховая каша.
В наше время горох обычно варят или тушат. Нагревание разрушает клеточные стенки и делает вкус более сладким, а питательные вещества — более доступными.

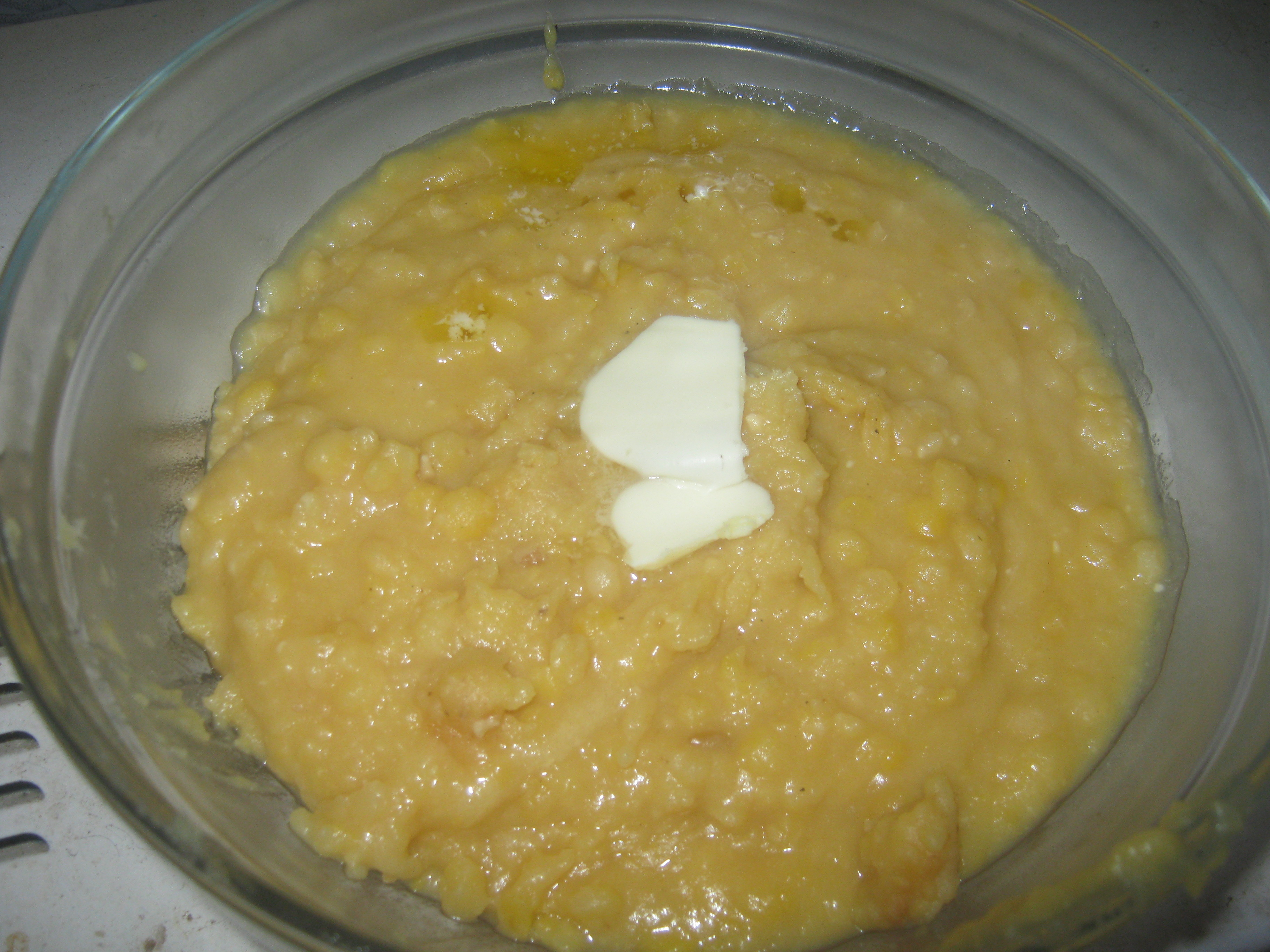
Гороховая каша со сливочным маслом

Во время Средневековья горох наряду с кормовыми бобами и чечевицей являлся важной частью питания большинства людей на Ближнем Востоке, в Северной Африке и Европе. К XVII и XVIII векам стали употреблять «зелёный горошек», то есть незрелый горох сразу после сбора. Это особенно относится к Франции и Англии, где употребление в пищу зелёного горошка, как говорили, было «и модой, и безумием». В этот период англичанами были выведены новые культурные сорта гороха, которые стали известны как «садовый» (англ. garden pea), или «английский» (English pea) горох.
В средневековой Германии горох широко культивировался во времена Карла Великого. В XIX веке одним из повседневных продуктов питания немецких солдат была гороховая колбаса.
Популярность зелёного горошка распространилась в Северную Америку. Президент США Томас Джефферсон вырастил более 30 сортов гороха в своём поместье. С изобретением процесса консервирования и замораживания продуктов зелёный горох стал доступным круглый год, а не только весной, как прежде.
Посевной горох как культура имеет высокую устойчивость к холоду. Что касается яровых сортов — высевать его на полях можно в весеннее время при температуре от 2—3 °C. Озимые сорта гороха подходят для посева в осенний период. Средние показатели урожайности колеблются в пределах 18—25 ц/га, однако некоторые гибридные сорта могут давать до 40 ц/га.
Посевной горох содержит аллергены — Pis s 1 (вицилин), Pis s 2 (конвицилин), белки-переносчики липидов (nsLTP). Не содержит аллерген 2S альбумина.

Мировое производство гороха

## Производство
В 2016 году суммарное мировое производство сушёного гороха составило 14,36 миллионов тонн. Крупнейшими производителями гороха в мире являются Канада, Россия и Китай (в сумме 56 % мирового производства). С 2010 года (10,3 миллионов тонн) производство выросло почти в полтора раза.
На первом месте по производству зелёного гороха находятся Китай (60% мирового производства) и Индия (26% мирового производства).

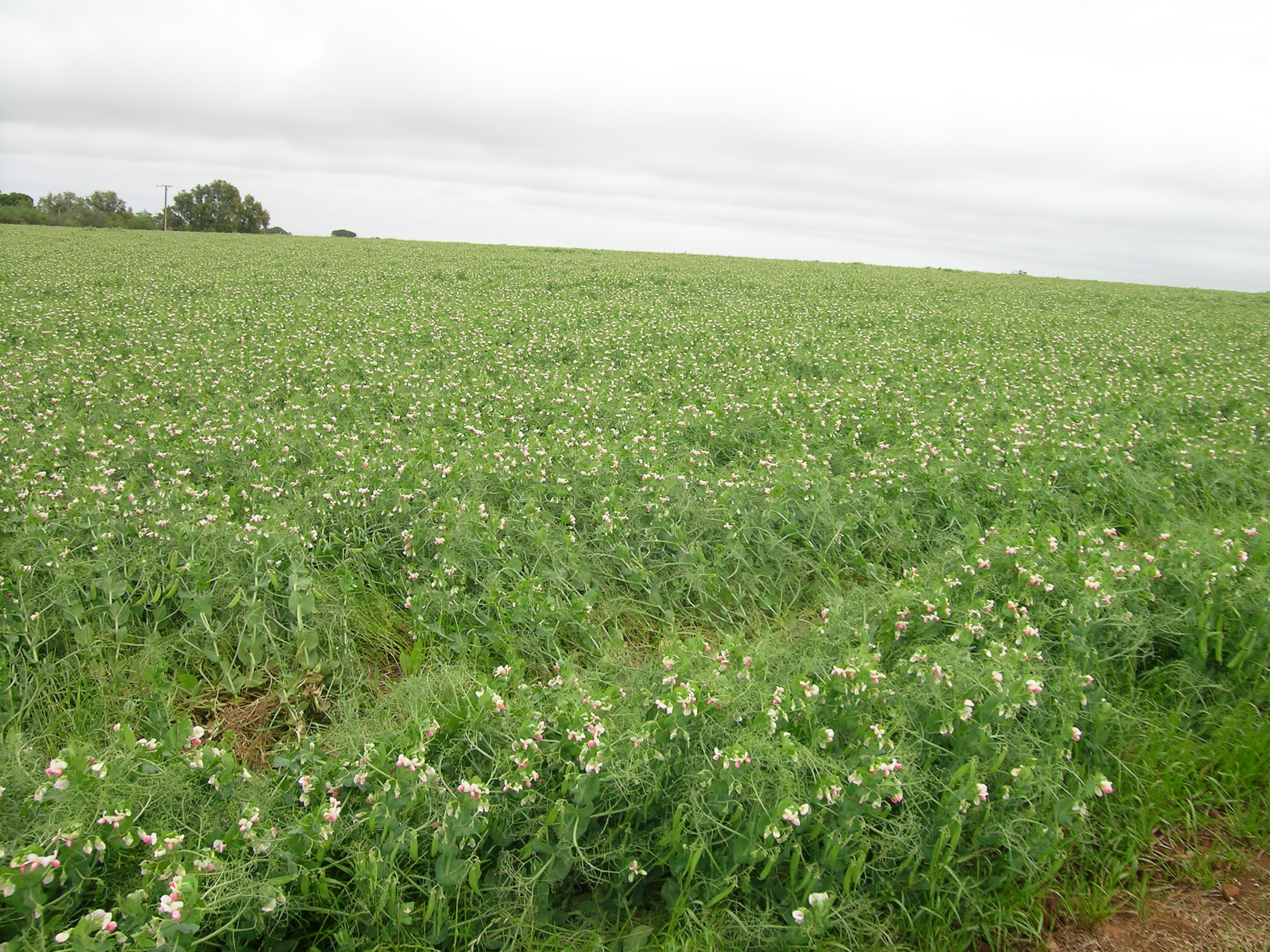
Поле гороха

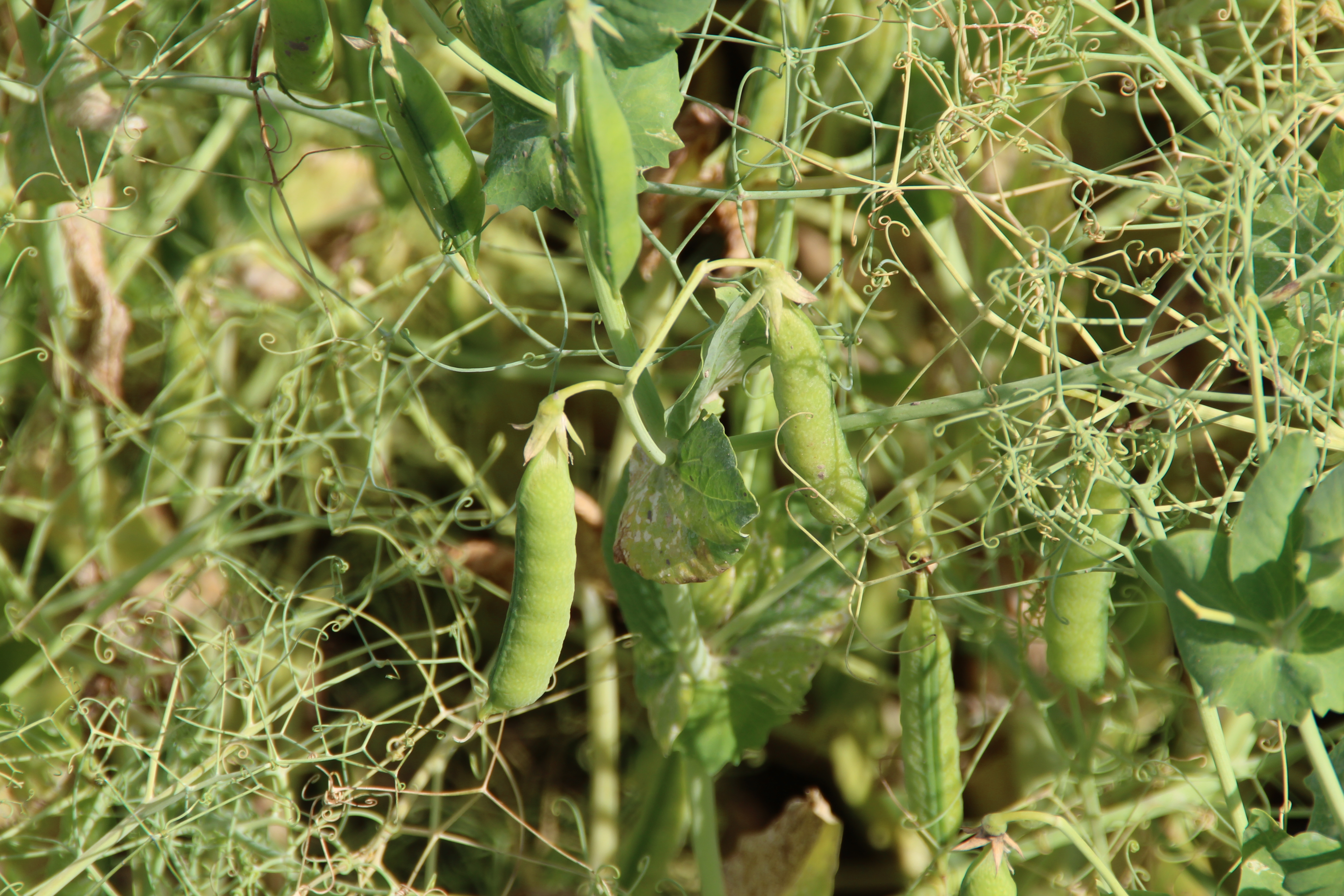
Стручки

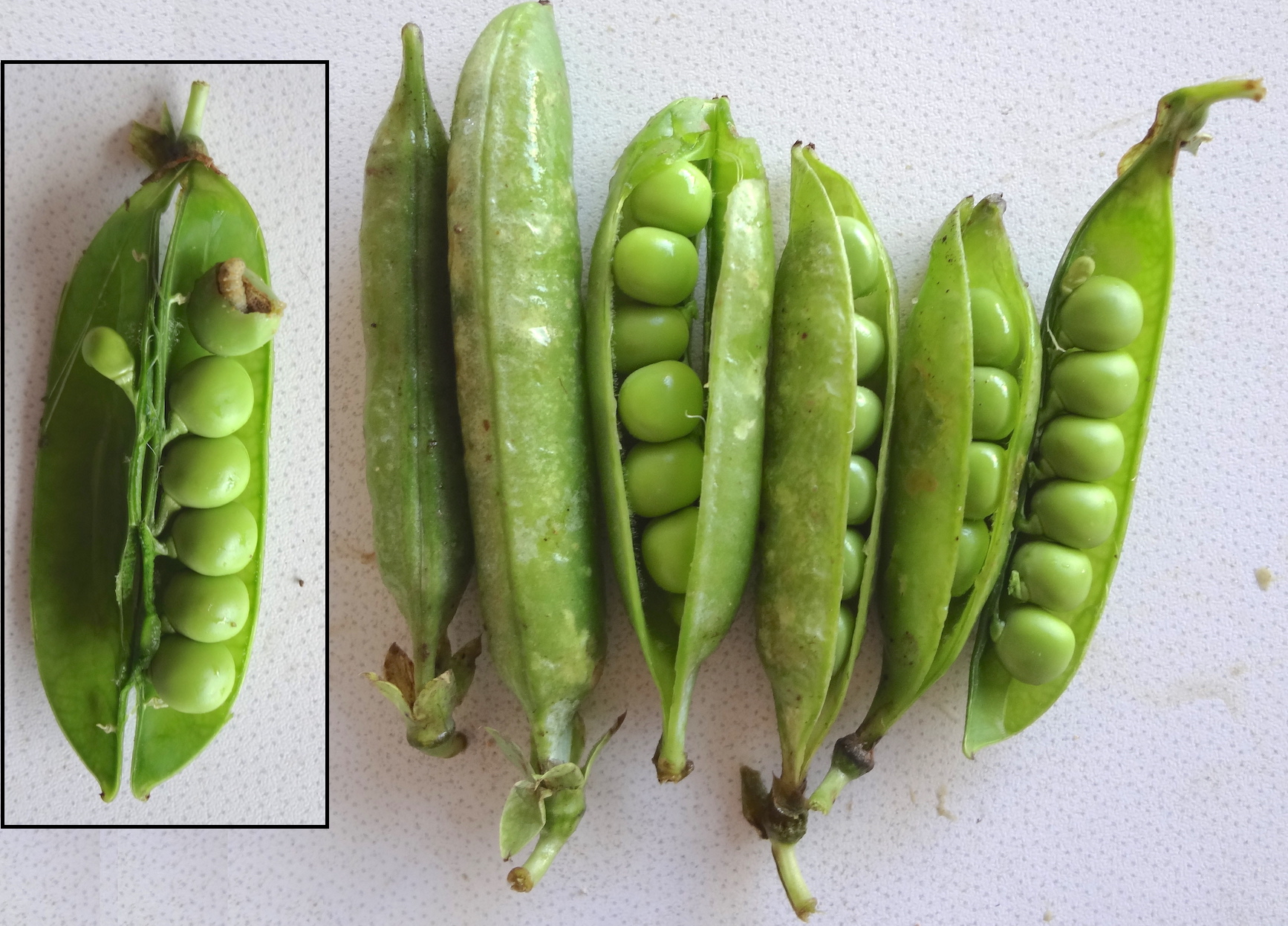

| Страна         | 1985 | 1995 | 2005 | 2015  | 2017  | 2020  | 2022  |
| -------------- | ---- | ---- | ---- | ----- | ----- | ----- | ----- |
| Китай          | 300  | 739  | 2209 | 11807 | 12587 | 11250 | 11566 |
| Индия          | 1380 | 2500 | 3200 | 4652  | 5345  | 5703  | 6182  |
| Пакистан       | 38   | 53   | 78   | 140   | 152   | 219   | 388   |
| Франция        | 427  | 557  | 428  | 235   | 228   | 265   | 296   |
| США            | 1310 | 1112 | 885  | 373   | 243   | 279   | 246   |
| Кения          | 0    | 45   | 35   | 53    | 25    | 75    | 204   |
| Алжир          | 30   | 42   | 110  | 137   | 131   | 209   | 203   |
| Египет         | 79   | 219  | 290  | 172   | 190   | 153   | 166   |
| Великобритания | 500  | 447  | 322  | 163   | 129   | 159   | 161   |
| Перу           | 35   | 56   | 80   | 133   | 132   | 135   | 148   |
| Россия         | -    | 37   | 41   | 103   | 118   | 116   | 129   |
| Турция         | 36   | 49   | 122  | 113   | 107   | 108   | 120   |
| Испания        | 55   | 58   | 97   | 85    | 104   | 120   | 110   |

| Страна    | 1985 | 1995 | 2005 | 2015 | 2017 | 2020 | 2022 |
| --------- | ---- | ---- | ---- | ---- | ---- | ---- | ---- |
| Россия    | -    | 1212 | 1290 | 1716 | 3286 | 2740 | 3616 |
| Канада    | 169  | 1455 | 3170 | 3200 | 4630 | 4594 | 3423 |
| Китай     | 1670 | 1025 | 1200 | 1267 | 1523 | 1441 | 1476 |
| Индия     | 331  | 667  | 800  | 889  | 733  | 797  | 1004 |
| США       | 131  | 269  | 667  | 829  | 643  | 986  | 685  |
| Эфиопия   | -    | 148  | 197  | 356  | 361  | 376  | 401  |
| Франция   | 961  | 2701 | 1332 | 683  | 583  | 629  | 400  |
| Германия  | 50   | 216  | 464  | 277  | 298  | 298  | 323  |
| Аргентина | 13   | 22   | 36   | 208  | 120  | 196  | 297  |
| Австралия | 241  | 530  | 401  | 290  | 415  | 211  | 261  |
| Украина   | -    | 1376 | 600  | 378  | 1098 | 479  | 260  |

### Производство в России
В 2021 году посевные площади гороха в России составили 1 445,3 тысяч га, что на 10,0 % (на 131,3 тыс. га) больше, чем в 2020 году.
Валовый сбор гороха в хозяйствах всех категорий в 2021 году составил 3168 тысяч тонн.
Среднегодовая урожайность гороха в России в 2011—2020 гг. — достигла 18,6 центнеров с гектара. В 1991—2000 гг. урожайность составляла 11,5 ц/га, в 2001—2010 гг. — возросла до 16,7 ц/га.
Горох возделывают в более чем в половине регионов страны, в 37 субъектах РФ собирают более 10 тысяч тонн гороха, в 10-ти регионах сборы 100 тысяч тонн и выше, на долю ТОП-10 регионов приходится 63,5 % сбора.
1. Лидер по производству гороха — Ставропольский край с долей в 12,2 %.
2. Ростовская область 8,7 %.
3. Краснодарский край 8,3 %.
4. Омская область 5,8 %.
5. Алтайский край 5,6 %.
6. Новосибирская область 5,5 %.
7. Татарстан 4,9 %.
8. Башкортостан 4,4 %.
9. Рязанская область 4,0 %.
10. Тамбовская область 4,0 %.

В 2020 году экспорт сушёного гороха из России составил 713,0 тыс. тонн, на 19,8 % (на 117,7 тыс. тонн) больше, чем в 2019 году. В январе-июле 2021 года объем экспорта составил 431,4 тыс. тонн, что на 39,4 % (на 121,8 тыс. тонн) больше, чем за аналогичный период 2020 года.
Ключевыми направлениями экспорта гороха из России, по данным на 2021 год, выступают Турция, Италия, Пакистан, Бангладеш и Испания.
Инвестиционная привлекательность возделывания гороха в России будет и дальше возрастать, что обусловлено высоким спросом на горох на мировых рынках. За прошедшие 10 лет объём мировой торговли сушёным горохом вырос на 46,9 % и в 2020 году достиг 6 674,4 тыс. тонн. Россия в настоящее время является вторым по объему мировым экспортером гороха (после Канады) обеспечивая 10,7 % всех мировых поставок (в 2018 году доля РФ достигала пиковых отметок в 17,4 %). Для сравнения в 2010 году на долю РФ приходилось всего 3,3 % мирового экспорта.
Посевные площади зелёного горошка в России в 2021 году в хозяйствах всех категорий составили 29,2 тыс. га, на 4,0 % (на 1,1 тыс. га) больше, чем в 2020 году и на 28,2 % (на 6,4 тыс. га) больше 2016 года.
Промышленное выращивание зелёного горошка в относительно крупных масштабах (с площадью в 0,3 тыс. га и выше) осуществлялось в 9 регионах РФ. Валовые сборы зеленого горошка в России в 2021 году в хозяйствах всех категорий 137,5 тыс. тонн. За год сборы выросли на 18,4 % (на 21,4 тыс. тонн), за 5 лет — на 31,0 % (на 32,6 тыс. тонн)
На ТОП-5 регионов приходится 95,7 % сборов зелёного горошка промышленного выращивания:
1. Лидер по производству зеленого горошка в 2021 году — Краснодарский край со сборами в 77,56 тыс. тонн (63,7 % в общем объеме сборов). За год производство увеличилось на 11,9 % (на 8,24 тыс. тонн).
2. Кабардино-Балкарская республика (23,35 тыс. тонн, 19,2 %).
3. Белгородская область (9,71 тыс. тонн, 8,0 %).
4. Мордовия (3,86 тыс. тонн, 3,2 %).
5. Северная Осетия (2,01 тыс. тонн, 1,7 %).

## Таксономия
Lathyrus oleraceus Lam., 1779, Fl. Franç. 2: 580
Вид Горох посевной относится к роду Чина (Lathyrus) подсемейства Мотыльковые (Papilionoideae) семейства Бобовые (Fabaceae) порядка Бобовоцветные (Fabales). Таксономическая схема в соответствии с Системой APG IV по состоянию на декабрь 2023 года:
|  |                                      |  |                                   |                                   |                   |  | ещё 3 семейства | ещё 3 семейства   |                          |  |  |  | еще 523 рода                                                     | еще 523 рода       |  |  |
|  |                                      |  |                                   |                                   |                   |  | ещё 3 семейства | ещё 3 семейства   |                          |  |  |  | еще 523 рода                                                     | еще 523 рода       |  |  |
|  |                                      |  |                                   | порядок Бобовоцветные             |                   |  |                 |                   | подсемейство Мотыльковые |  |  |  |                                                                  | вид Горох посевной |  |  |
|  |                                      |  |                                   | порядок Бобовоцветные             |                   |  |                 |                   | подсемейство Мотыльковые |  |  |  |                                                                  | вид Горох посевной |  |  |
|  | отдел Цветковые, или Покрытосеменные |  |                                   |                                   | семейство Бобовые |  |                 |                   | род Чина                 |  |  |  |                                                                  |                    |  |  |
|  | отдел Цветковые, или Покрытосеменные |  |                                   |                                   |                   |  |                 |                   |                          |  |  |  |                                                                  |                    |  |  |
|  |                                      |  | ещё 63 порядка цветковых растений | ещё 63 порядка цветковых растений |                   |  |                 | еще 5 подсемейств | еще 5 подсемейств        |  |  |  | еще 214 подтвержденных видов и 19 видов, ожидающих подтверждения |                    |  |  |
|  |                                      |  |                                   | ещё 63 порядка цветковых растений |                   |  |                 |                   | еще 5 подсемейств        |  |  |  |                                                                  |                    |  |  |

### Сортогруппы
- Горох лущильный (Pisum sativum L. convar. sativum). Горошины имеют сферическую форму с гладкой поверхностью. Сухое зерно используется для приготовления супов и входит в состав разнообразных блюд, а также как отдельный гарнир к блюдам. Содержит много крахмала и используется не только в пищевой промышленности, но и для производства биопластика. Для прочего применения собираются молодые семена; если они переспели, то становятся мучнистыми на вкус.
- Горох мозговой (Pisum sativum L. convar. medullare Alef. emend. C.O.Lehm). Горошины имеют сферическую форму, а в спелом состоянии сморщены и похожи на мозг. Содержат 6—9 % сахара, почти исключительно сахарозы, поэтому обладают сладким вкусом, за счёт чего их часто принимают за семена сахарного гороха. Применяется в основном в консервной индустрии (для консервов с рассолом предпочитаются светлые сорта, а для заморозки тёмные). Для приготовления супа непригодны, так как во время варки не становятся мягкими.
- Горох сахарный[англ.] (Pisum sativum L. convar. axiphium Alef emend. C.O.Lehm). Не имеет пергамента в бобе и не становится «резиновым». В основном используются целые мясистые, сладкие бобы, с ещё недоразвитым зерном. Для сахарного гороха характерно то, что его высушенные семена сильно морщинистые из-за высокого содержания влаги в сыром семени.